# Балукевич, Юзеф
Юзеф Тадеуш Балукевич (пол. Józef Balukiewicz; 1831, Варшава, Царство Польское, Российская империя — 12 сентября 1907, Калиш, Калишская губерния, Российская империя) — польский живописец, педагог.

## Биография
С 1846 по 1852 год обучался в Варшавской Школе изящных искусств. В 1874 году начал работать учителем рисования в реальной школе в Калише, затем, до 1907 года был учителем в гимназии для девочек, где преподавал рисование и черчение. Один из первых участников и активистов Общества поощрения изящных искусств, основанного в 1860 г.

## Творчество
Представитель историзма в польском искусстве. Художник-портретист. Автор жанровых, религиозных полотен, исторический живописец. Выставлял свои работы в 1861—1862, 1869, 1874 и 1876 годах на Национальной выставке изобразительных искусств. В 1895 году в Реформатской церкви в Калише создал полихромию в Солдатской часовне. В 1966 году его картины были выставлены в монастырях францисканского монастыря, которые иллюстрируют тысячелетнюю историю Польши. Также занимался консервацией и реставрированием картин, в 1881 году реставрировал живопись Св. Станислава в церкви ордена Францисканцев в Калише.
Сотрудничал с еженедельником «Kłosy», занимался иллюстрированием.
Его работы также находятся в собраниях Национального музея в Варшаве и столичного Исторического музея, Музея в Радоме и церкви Назарета в Калише.